# チュ・ヒョンミ
周炫美（チュ・ヒョンミ、주현미、1961年9月27日 - ）は、大韓民国全羅南道光州市(現･光州広域市)出身の歌手。

## 来歴
中国人の父と韓国人の母との間に生まれた華僑2世。
中央大学校薬学科在学中の1981年にMBC川辺歌謡祭に出場して奨励賞を受賞した。大学卒業後は薬剤師として活動する。
1985年に「雨降る永東橋（비내리는 영동교）」でデビュー。1988年に発表した「新沙洞のあの人（신사동 그 사람）」がデビュー以来最大のヒットを記録。その年のKBS歌謡大賞大賞、MBC10大歌手歌謡祭大賞、ゴールデンディスク賞大賞の放送局、新聞社の主催する3大歌謡大賞の大賞を独占する。翌年発表した「片思い（짝사랑）」もヒットさせ2年連続でMBC10大歌手歌謡祭の対象を受賞する。
2009年には少女時代のソヒョンと共に「チャラジャチャ（짜라자짜）」で活動し話題になる。

## ディスコグラフィ
- 雨降る永東橋（비내리는 영동교）（1985年）
- 涙のブルース（눈물의 부르스）（1986年）
- 新沙洞のあの人（신사동 그 사람）（1988年）
- 片思い（짝사랑）（1989年）
- ちょっとだけ（잠깐만）（1990年）
- 思い出と去るあなた（추억으로 가는 당신）（1991年）
- また会いましたね（또 만났네요）（1992年）
- 情で生きる世の中（정으로 사는 세상）（1993年）
- 人生有情（인생유정）（1996年）
- ラブレター（러브레터）（2000年）
- 本当に好きでした（정말 좋았네）（2003年）
- あぁ愛（어허라 사랑）（2006年）
- 愛してる（사랑한다）（2008年）
- チャラジャチャ（짜라자짜）（2009年）
- その次は私も知らないわ（그 다음은 나도 몰라요）（2010年）
- 余白（여백）（2011年）

## 受賞歴

### 音楽賞
- MBC10大歌手歌謡祭・新人賞（1985年）
- KBS歌謡大賞・新人賞（1985年）
- MBC10大歌手歌謡祭・歌手賞「涙のブルース」（1986年）
- 百想芸術大賞・テレビ部門主題歌賞（1986年）
- ゴールデンディスク賞「泣きながら後悔」（1986年）
- ゴールデンディスク賞「涙のブルース」（1987年）
- KBS歌謡大賞・大賞「新沙洞のあの人」（1988年）
- MBC10大歌手歌謡祭・大賞「新沙洞のあの人」（1988年）
- MBC10大歌手歌謡祭・最高人気歌謡「新沙洞のあの人」（1988年）
- ゴールデンディスク賞・大賞「新沙洞のあの人」（1988年）
- MBC10大歌手歌謡祭・大賞「片思い」（1989年）
- MBC10大歌手歌謡祭・最高人気歌謡「片思い」（1989年）
- ゴールデンディスク賞「片思い」（1989年）
- MBC10大歌手歌謡祭・最高人気歌謡「ちょっとだけ」（1990年）
- ゴールデンディスク賞「ちょっとだけ」（1990年）
- 韓国放送大賞・女性歌手賞（1990年）
- MBC10大歌手歌謡祭・歌手賞（1991年）
- MBC10大歌手歌謡祭・歌手賞（1992年）
- KBS歌謡大賞・歌手賞（2000年）
- KBS歌謡大賞・歌手賞（2001年）
- 大韓民国大衆文化芸術賞・大統領賞（2010年）

### 歌謡番組1位獲得楽曲
| 年     | 番組 |
| ------ | --- |
| 1987年 | - 涙のブルース（눈물의 부르스） - 6月10日 KBS歌謡トップ10 1位 - 6月17日 KBS歌謡トップ10 1位 - 6月24日 KBS歌謡トップ10 1位 - 7月8日 KBS歌謡トップ10 1位（4週連続） |
| 1988年 | - 新沙洞のあの人（신사동 그 사람） - 8月24日 KBS歌謡トップ10 1位                                                                                                  |
| 1986年 | - 片思い（짝사랑） - 7月9日 KBS歌謡トップ10 1位 |